# حارة العوجاء (صنعاء)

تعديل مصدري - تعديل

حارة العوجاء هي إحدى حارات حي شعوب بمديرية شعوب إحد مديريات العاصمة اليمنية صنعاء، بلغ تعداد سكانها 978 نسمة حسب تعداد اليمن لعام 2004.